# Parafia św. Stanisława Kostki w Płocku
Parafia pw. Św. Stanisława Kostki w Płocku – rzymskokatolicka parafia należąca do dekanatu płockiego wschodniego, diecezji płockiej, metropolii warszawskiej.

## Historia parafii
Parafia powstała 13 września 1929 z inicjatywy lokalnego działacza społecznego i publicysty, ks. Ignacego Lasockiego. Jej obecnym proboszczem jest ks. Sławomir Szczodrowski SDB.   
Kościół parafialny został zbudowany w latach 1977–1988 wg projektu Leszka Łukosia i Ludwika Mackiewicza. Mieści się przy Alei Stanisława Jachowicza, na osiedlu Dworcowa.  

## Proboszczowie
- 1930 – 1935 ks. Michał Bułowski SDB
- 1935 – 1941 ks. Stefan Pływaczek SDB
- 1945 – 1955 ks. Jan Żak SDB
- 1955 – 1957 ks. Jan Kapusta SDB
- 1957 – 1963 ks. Adam Skałbania SDB
- 1963 – 1968 ks. Marian Adamski SDB
- 1968 – 1972 ks. Jan Bieńkowski SDB
- 1972 – 1978 ks. Henryk Brunka SDB
- 1978 – 1980 ks. Henryk Szydlik SDB
- 1980 – 1986 ks. Stanisław Koronkiewicz SDB
- 1986 – 1992 ks. Jerzy Gasik SDB
- 1992 – 1997 ks. Antoni Rafałko SDB
- 1997 – 2000 ks. Zenon Jakuboszczak SDB
- 2000 – 2006 ks. Jacek Wilczyński SDB
- 2006 – 2011 ks. Walerian Jastrzębiec-Święcicki SDB
- 2011 – 2013 ks. Stanisław Szestowicki SDB
- 2013 – 2016 ks. Jan Rusiecki SDB
- 2016–2024 ks. Wiesław Kania SDB
- od 2024 ks. Sławomir Szczodrowski[1]